# 3573 Holmberg
A 3573 Holmberg (ideiglenes jelöléssel 1982 QO1) a Naprendszer kisbolygóövében található aszteroida. Claes-Ingvar Lagerkvist fedezte fel 1982. augusztus 16-án.